# Manshia Bani Hassan
Il Manshia Bani Hassan, o Mansheyat Bani Hasan, è una società calcistica con sede nella città di Mafraq, in Giordania.

## Storia
Il Manshia Bani Hassan fu fondato nel 1978 e disputa le sue gare al Prince Mohammed Stadium; il club bianconero non è mai riuscito a conquistare nessun titolo nazionale.

## Palmarès

### Altri piazzamenti
- Coppa della Giordania:

Finalista: 2010-2011, 2011-2012